# 37e brigade d'infanterie navale
Pour les articles homonymes, voir 37e brigade.
La 37e brigade d'infanterie navale (en ukrainien : 37-ма окрема бригада морської піхоти, abrégé en 37 ОБрМП ; numéro d'unité militaire A4548) est une grande unité de l'Infanterie navale ukrainienne.

## Historique

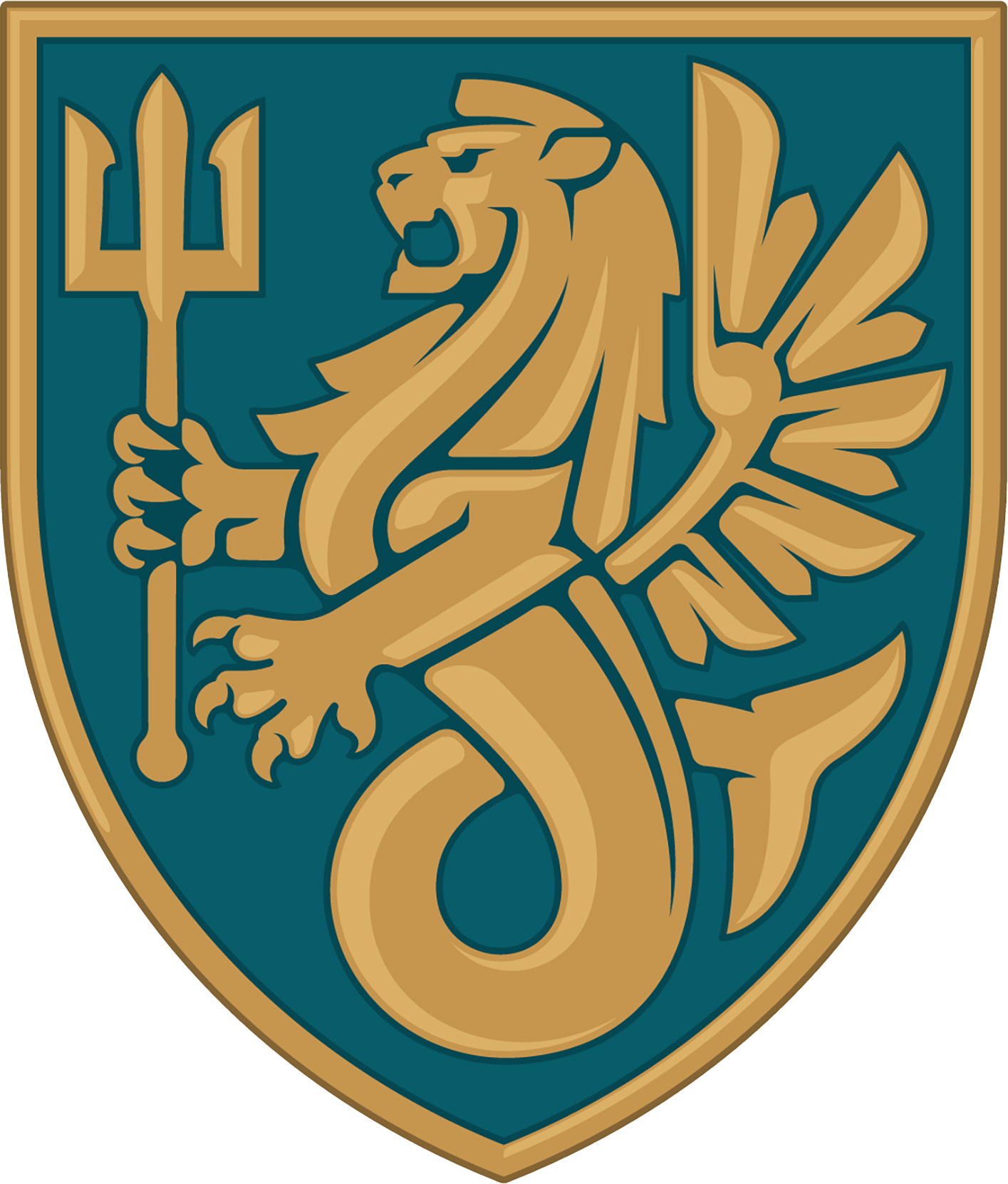
Précédent insigne de la brigade (février à juillet 2023).

La brigade est créée en février 2023 sur la base d'un bataillon du 79e brigade d'assaut aérien et de quelques officiers de la 36e brigade de marine ; elle est mise ensuite à l'entrainement.

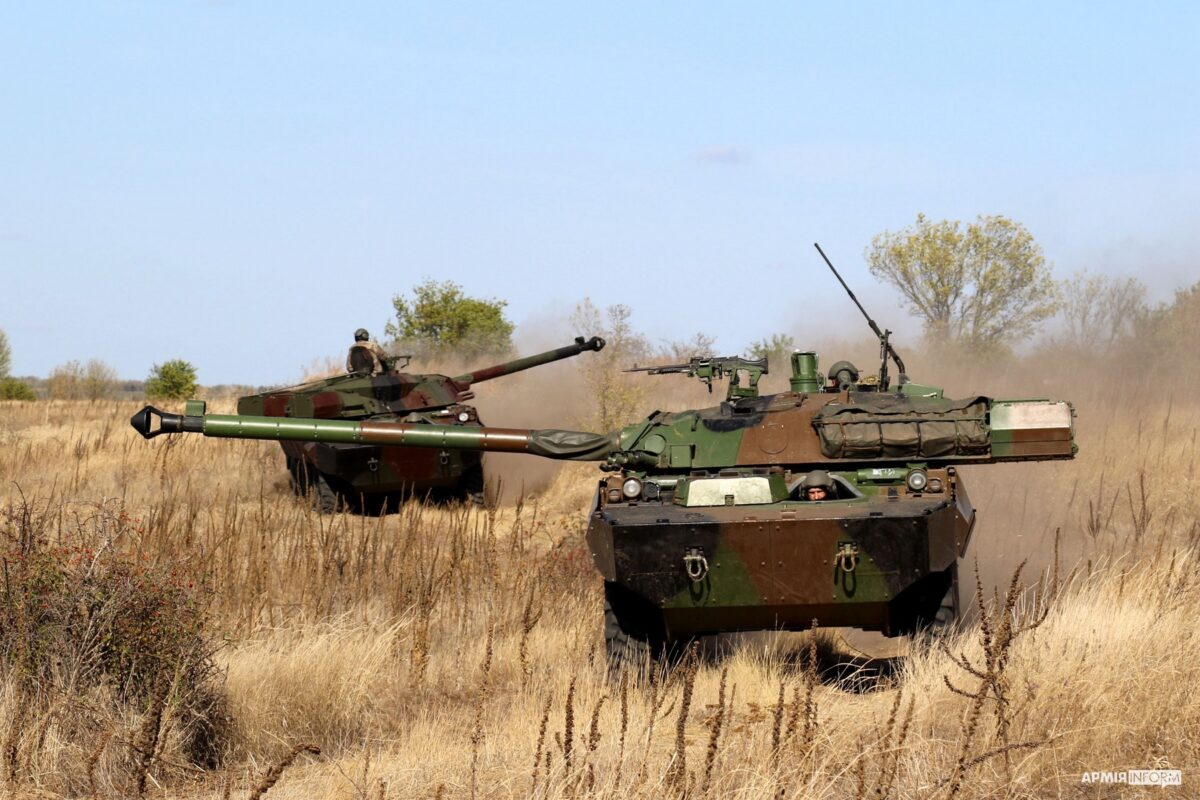
AMX-10 RC de la 37e brigade d'infanterie navale en octobre 2023.

Dans le cadre de la contre-offensive ukrainienne de 2023, la brigade mène une attaque locale le 3 juin 2023 face au village de Novodonetske (dans le sud-ouest de l'oblast de Donetsk). Puis de juillet à août, elle tient son secteur du front entre la 38e de marine à l'ouest (entre Ourojaïne (uk) et Novodonetske) et la 72e mécanisée à l'est (accrochée à Vouhledar).
En décembre 2023, elle combat dans le secteur de Krinky sur la rive gauche du Dniepr.

## Structure

### Ordre de bataille
- État-major de la brigade, avec la compagnie de protection du QG ;
- 1er bataillon d'infanterie de marine ;
- 2e bataillon d'infanterie de marine ;
- 505e bataillon d'infanterie de marine,  Pour le Courage et la Bravoure[4] ;
- bataillon de chars (des T-72) ;
- groupe d'artillerie de la brigade :
  - batterie de contrôle et d'acquisition de cibles ;
  - division (дивізіон)[5] d'artillerie automotrice (2S1 Gvozdika) ;
  - division (дивізіон)[6] d'artillerie automotrice (M109L) ;
  - division de lance-roquettes multiples ;
  - division antichar ;
- bataillon de défense antiaérien ;
- compagnie de reconnaissance ;
- bataillon du génie navale ;
- bataillon logistique ;
- bataillon de maintenance navale ;
- compagnie de tireurs d'élite ;
- compagnie de transmissions ;
- compagnie de guerre électronique ;
- compagnie de radar ;
- compagnie médicale (soins et évacuation) ;
- compagnie de protection NBC[7].

### Matériel et équipement
- un bataillon de chars sur T-72M1
- trois bataillons d'infanterie de marine : véhicules blindés de transport (MRAP) Oshkosh M-ATV (livrés par le États-Unis) et BMC Kirpi (livrés par la Turquie) ; blindés de reconnaissance-feu AMX-10 RCR[8],[9] (livrés par la France) ; blindés légers Humvee (livrés par les États-Unis)
- un groupe d'artillerie équipé de pièces d'artillerie automotrice 2S1 Gvozdika soviétique et M109L (livrés par l'Italie)